# Stato di democrazia classica
Lo Stato di democrazia classica è la forma di stato (l'insieme dei rapporti intercorrenti tra governanti e governati) adottata dalle rivoluzioni nordamericane e francesi a oggi in gran parte dell'Occidente.

## Premessa
L'ordinamento giuridico è l'insieme delle norme giuridiche che regolano la vita di una società. Lo Stato è l'ordinamento giuridico integrato da un governo, cioè da un apparato autoritario che, essendo munito di un potere "originario" (indipendente da ogni altro potere esterno allo Stato) e "di signoria" (superiore a ogni altro potere interno allo Stato - la sovranità dello Stato), è idoneo a curare la generalità degli interessi dello Stato (la politicità dello Stato), da un popolo, cioè una collettività sottoposta al governo (la corporatività dello Stato), da un territorio, cioè uno spazio sottoposto al governo (la "territorialità dello Stato"), e da una continuità, cioè un tempo sottoposto al governo (la continuatività dello Stato).

## Principi fondamentali
I principi fondamentali dello Stato di democrazia classica sono:
- principio di libertà (il principio secondo il quale lo Stato deve astenersi dall'intervenire nella sfera privata dei cittadini).
- principio di eguaglianza (il principio secondo il quale lo Stato deve diminuire le differenze economico-sociali esistenti tra i cittadini).
- principio dell'autogoverno (il principio secondo il quale i governanti devono coincidere il più possibile con i governati) per il quale le funzioni pubbliche devono essere svolte, se possibile, da tutti i cittadini (democrazia diretta) o, altrimenti, dai cittadini appositamente eletti dal popolo (democrazia rappresentativa), che devono considerare anche le esigenze manifestate dalle più diverse formazioni sociali (democrazia pluralista).
- principio del governo della maggioranza nel rispetto dei diritti delle minoranze, sancito in una costituzione scritta e rigida.

## Istituti fondamentali
Gli istituti fondamentali dello Stato di democrazia classica hanno origine britannica, francese e nordamericana.
Al contributo della Gran Bretagna sono da attribuire la monarchia costituzionale (la monarchia caratterizzata dalla presenza, accanto al capo dello stato, di altri organi quali le assemblee legislative, con lui esercitanti in rango paritario la potestà di governo), l'irresponsabilità del capo dello stato, il parlamento bicamerale (con almeno una camera eletta a suffragio universale) e la tutela giurisdizionale delle più essenziali libertà civili, che la Francia avrebbe teorizzato come assolutamente irrinunciabile e insopprimibile da parte dello Stato.
Al contributo della Francia sono da attribuire il principio della divisione dei poteri (il principio secondo il quale le funzioni dello Stato devono essere distribuite tra gruppi di organi diversi – potere legislativo, potere esecutivo e potere giudiziario – e che gli Stati Uniti d'America avrebbero attuato in modo particolarmente rigido) e il principio della sovranità popolare.
Al contributo degli Stati Uniti d'America sono da attribuire la struttura federale dello stato (con una seconda camera che rappresenti paritariamente gli stati-membri) e il controllo giurisdizionale della costituzionalità delle leggi.